# タツミコーポレーション
株式会社タツミコーポレーション（英: Tatsumi Corporation）は、兵庫県明石市松の内に本社を置く飲食店・パチンコ店などを経営する企業である。
兵庫県内を中心にパチンコチェーン「ミクちゃんガイア」を展開している。

## 概要
加古川市平岡町一色に有限会社タツミ商事を設立し、「グランド愛染21世紀店」が開店する。
1990年（平成2年）に本社を現在地の明石市松の内へ移転し、1995年（平成7年）に有限会社タツミ商事から株式会社タツミコーポレーションへ変更し設立。西脇市に「ガイア西脇店」が開店。
2012年（平成24年）にパチンコブランド「ガイア」から「ミクちゃんガイア」へ屋号が変更となる。
なお、同じパチンコ業界の企業で屋号が類似するガイアとは一切関係がない。

## 沿革
- 1988年（昭和63年） - 加古川市平岡町一色に有限会社タツミ商事を設立。「グランド愛染21世紀店」が開店[1]。
- 1990年（平成02年） - 本社を現在地の明石市松の内へ移転[1]。
- 1995年（平成07年） - 有限会社タツミ商事から株式会社タツミコーポレーションへ変更し設立。西脇市に「ガイア西脇店」が開店[1]。
- 2006年（平成18年） - 神戸市中央区に「インターネットコミックカフェ Litz三宮店」が開店[1]。
- 2012年（平成24年） - パチンコブランド「ガイア」から「ミクちゃんガイア」へ屋号が変更[1]。

## 主な事業
- パチンコ店運営（ミクちゃんガイア、ミクちゃんアリーナ等）
- 飲食店運営
- e-sports事業[3]
- EVバイク・電動自転車販売[4]
- 芸能プロダクション事業[3]

## CM
- 重盛さと美 - 2012年より起用[5]。
- グットクルー - 2024年より起用[6]。
- 柳森万里